# Residence Act

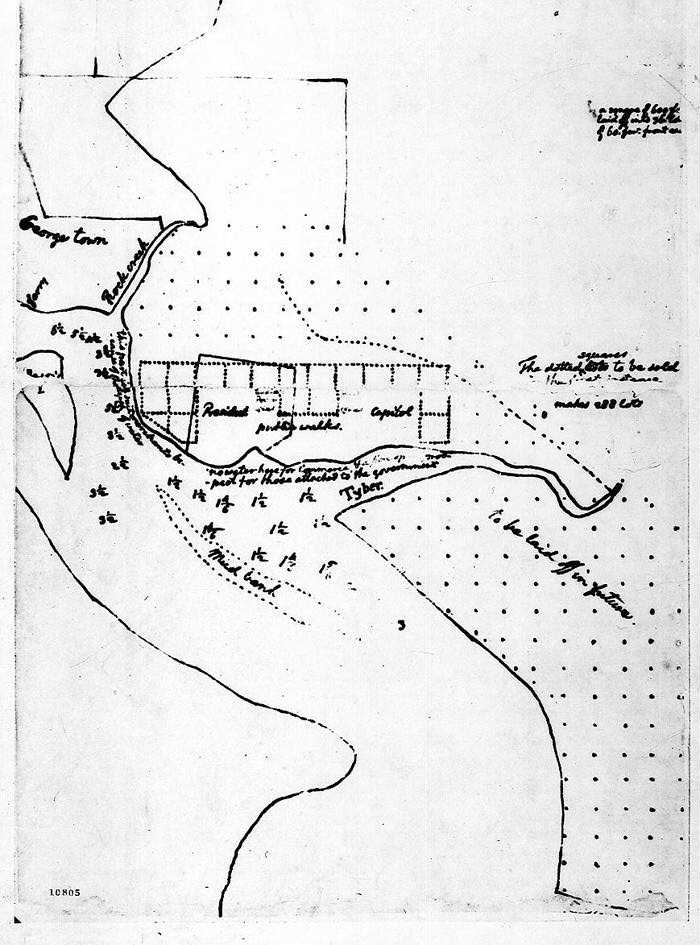
Schizzo di Washington, DC di Thomas Jefferson (marzo 1791)

Il Residence Act del 1790, ufficialmente intitolato Atto per stabilire la sede temporanea e permanente del governo degli Stati Uniti, è uno statuto federale degli Stati Uniti, adottato durante la seconda sessione del Primo Congresso degli Stati Uniti, divenuto legge per firma del presidente George Washington, il 16 luglio 1790. La legge prevedeva l'istituzione di una capitale nazionale e di una sede permanente del governo in un sito lungo il fiume Potomac, conferendo al presidente Washington il potere di nominare commissari per la supervisione del progetto. Inoltre, con la legge si stabiliva la scadenza del dicembre 1800 per la preparazione della nuova sede del governo, designando Filadelfia come capitale temporanea della nazione fino alla costruzione della nuova. Al momento della legge, il governo federale aveva invece sede a New York.
Il Congresso approvò il Residence Act come parte del Compromesso del 1790 raggiunto tra James Madison, Thomas Jefferson e Alexander Hamilton. Madison e Jefferson ambivano ad avere la capitale in un luogo a sud di New York, sul fiume Potomac, ma non disponevano di una maggioranza sufficiente per far approvare la misura. Allo stesso modo, Hamilton intendeva spingere il Congresso ad emanare l'Assumption Bill, che avrebbe permesso al governo federale di assumere i debiti accumulati dagli stati durante la guerra d'indipendenza. Con il compromesso, Hamilton raccolse il sostegno della delegazione dello Stato di New York per il trasferimento della capitale lungo il Potomac, mentre quattro delegati (tutti dei distretti confinanti con il fiume) passarono dall'opposizione al supporto dell'Assumption Bill.

## Antefatti
All'inizio della guerra con l'Inghilterra, il Secondo Congresso Continentale si riuniva a Filadelfia presso la Pennsylvania State House. A causa dell'andamento della guerra e delle azioni militari britanniche, il Congresso fu costretto a trasferirsi prima a Baltimora, in Maryland, per ritornare in Pennsylvania, prima a Lancaster e poi a York, prima di insediarsi nuovamente a Filadelfia. Dopo aver ottenuto l'indipendenza, fu istituito il Congresso della Confederazione e Filadelfia divenne la prima sede del governo della nuova nazione. Tuttavia, il Congresso non rimase a lungo in città, poiché nel giugno 1783 una folla di soldati inferociti confluì nell'Independence Hall chiedendo il pagamento del loro servizio durante la guerra. Per affrontare quello che divenne noto come l'ammutinamento della Pennsylvania del 1783, il Congresso chiese a John Dickinson, governatore della Pennsylvania, di convocare la milizia per difenderlo dagli attacchi dei manifestanti. Il goverantore simpatizzò tuttavia con i manifestanti e si rifiutò di rimuoverli da Filadelfia. Di conseguenza, il 21 giugno 1783, il Congresso fu costretto a fuggire a Princeton, nel New Jersey, riunendosi prima ad Annapolis e poi a Trenton, fino a stabilirsi a New York.
Durante la metà degli anni 1780, gli stati offrirono diversi luoghi dove stabilire la capitale, ma il Congresso non riuscì mai a trovare un accordo per un sito appropriato, a causa del campanilismo dei diversi stati. I luoghi proposti includevano Kingston, nello stato di New York; Nottingham Township nel New Jersey; Annapolis e Williamsburg, in Virginia; Wilmington, in Delaware; Reading, Lancaster e Germantown, in Pennsylvania, oltre a New York e Filadelfia, nonché Princeton. Gli stati del sud si rifiutarono di accettare una capitale al nord e viceversa. Si propose anche un compromesso con due capitali: una a nord ed una a sud.
Nel 1789, dopo la ratifica della Costituzione degli Stati Uniti, fu istituito il Congresso degli Stati Uniti e New York venne confermata quale capitale temporanea. Il primo articolo (art. I, sect. 8, cl. 17) della nuova costituzione autorizzava il Congresso a creare un distretto federale, al di fuori dell'organizzazione dei singoli stati, quale sede permanente del governo della nazione e concedeva al Congresso stesso la giurisdizione esclusiva su di esso. La scelta del luogo veniva dunque lasciata alla decisione del nuovo Congresso.
Durante il dibattito, due aree furono riconsciute come seri contendenti: un sito sul fiume Potomac vicino a Georgetown ed un altro sul fiume Susquehanna vicino a Wrights Ferry (ora Columbia, in Pennsylvania). Il sito del fiume Susquehanna fu approvato dalla Camera dei Rappresentanti, nel settembre 1789, mentre il Senato in un proprio disegno di legge specificava un sito sul fiume Delaware, vicino a Germantown, in Pennsylvania. I due rami del Congresso non furnono in grado di conciliare i due progetti di legge.

## Compromesso e adozione del Provvedimento

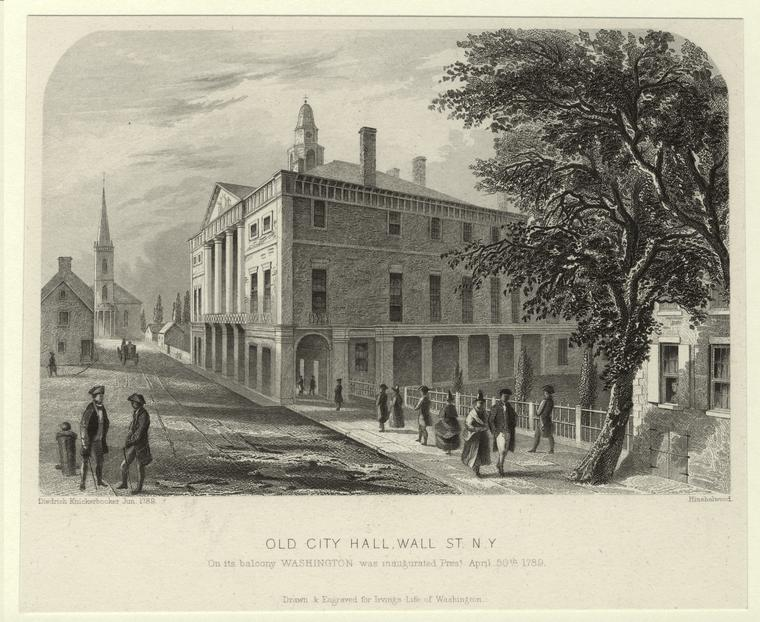
Il Residence Act fu approvato nel 1790, mentre il Congresso si riuniva alla Federal Hall di New York.

La scelta di un luogo per la capitale riemerse nell'estate del 1790, quando il segretario al Tesoro Alexander Hamilton premeva il Congresso affinché approvasse un piano finanziario volto a risanare la situazione economica della nuova nazione. Una disposizione chiave del piano di Hamilton prevedeva che il governo federale si accollasse i debiti contratti dai singoli stati durante la guerra d'indipendenza. Gli stati del Nord avevano accumulato un enorme debito durante la guerra, pari a 21,5 milioni di dollari, ed erano ovviamente molto favorevoli verso l'assunzione dei debiti da parte del governo federale. D'altra parte, in caso di approvazione del piano, anche i cittadini degli stati del Sud, con posizioni debitorie più contenute, sarebbero stati costretti a ripianare parte del debito complessivo. Per tali ragioni, gli stati del Sud si opposero al piano proposto. Alcuni stati, fra cui la Virginia, avevano pagato quasi la metà dei loro debiti e ritenevano che i propri contribuenti non dovessero essere nuovamente tassati per salvare i meno previdenti. Inoltre, gli stati in opposizione al piano sostenevano che quest'ultimo stava travalicando i poteri costituzionali del nuovo governo. James Madison, rappresentante della Virginia, si pose alla guida di un gruppo di delegati del Sud impegnati a bloccare il provvedimento, impedendo che il piano ottenesse l'approvazione.
Alla fine di giugno del 1790, Jefferson si imbatté in Hamilton nella residenza del presidente Washington a New York e si offrì di ospitare una cena per mediare tra le antitetiche posizioni di Madison e di Hamilton stesso. Il compromesso fu raggiunto proponendo che i delegati del Nord acconsitissero a stabilire la nuova capitale nel sito meridionale, sul fiume Potomac e, in cambio, il governo federale, vinte le resistenze dei delegati del Sud, si sarebbe assunto i debiti accumulati dagli stati durante la guerra. Jefferson descrisse in una lettera a James Monroe il compromesso
Il Congresso accettò il compromesso, approvando così il Residence Act: Jefferson riuscì a convincere i delegati della Virginia a sostenere il disegno di legge con le disposizioni sul debito e Hamilton convinse i delegati di New York ad accettare il sito sul Potomac per la capitale. Il disegno di legge fu approvato dal Senato, con un voto di 14 a 12, il 1 luglio 1790 e dalla Camera dei rappresentanti, con un voto di 31 a 29, il 9 luglio 1790. Washington firmò la legge la settimana successiva, il 16 luglio. Lo stesso giorno, il disegno di legge sul piano finanziario di Hamilton (Assumption Bill) passò di stretta misura al Senato, mentre il 26 luglio 1790 passò anche alla Camera.
Il Residence Act specificava che la capitale fosse situata lungo il fiume Potomac tra il ramo orientale (il fiume Anacostia) e la confluenza del Connogochegue (vicino a Williamsport e Hagerstown, nel Maryland), e comprendesse un'area di non più di "dieci miglia quadrate" (10 miglia - 16 km - per lato, per un'area massima di 100 miglia quadrate, circa 259 km2)
La legge conferì al presidente degli Stati Uniti, George Washington, l'autorità di decidere la posizione esatta della capitale e di assumere un agrimensore incaricato al riguardo. Al presidente era però richiesto di fornire edifici adatti per il Congresso e gli altri uffici governativi entro il primo lunedì di dicembre 1800 (lunedì, 1 dicembre 1800). Il governo federale avrebbe fornito finanziamenti per la costruzione di tutti gli edifici pubblici.
La legge specificava che nel distretto federale si sarebbero applicate le leggi dello stato da cui l'area era stata ceduta, fino all'insediamento ufficiale della sede del governo: pertanto, sul lato orientale del Potomac si sarebbero applicate le leggi del Maryland, mentre le leggi della Virginia avrebbero regolato il lato occidentale del Distretto di Columbia. Dopo aver assunto il controllo del distretto federale nel 1800, il Congresso avrebbe avuto piena autorità sulle questioni locali all'interno dell'intero Distretto di Columbia.
Poiché per l'approvvazione dell'Assumption Bill, Hamilton aveva bisogno anche dei voti dei delegati della Pennsylvania, si decise di designare Filadelfia come capitale temporanea e sede del governo federale degli Stati Uniti, per un periodo di dieci anni, in pratica fino a quando la nuova capitale permanente non fosse pronta. Il Congresso si riunì quindi a Filadelfia il 6 dicembre 1790, presso la Congress Hall.

## Implementazione

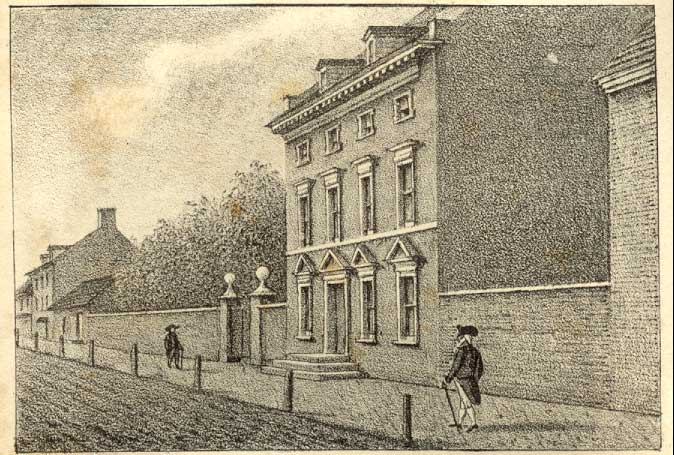
President's House, Filadelfia; residenza del presidente degli Stati Uniti dal 1790 al 1800

Poco dopo aver firmato l'atto, Washington iniziò a lavorare al progetto, supervisionandolo personalmente, insieme a Thomas Jefferson, mentre i piani edilizi venivano sviluppati ed attuati. Anche quando il progetto progredì, alcuni nutrirono la speranza che sarebbe fallito, lasciando la capitale in modo permanente a Filadelfia. Al riguardo, è opportuno rilevare che la delegazione della Pennsylvania al Congresso tentò di indebolire il piano, introducendo una legislazione che assegnava fondi per gli edifici federali e una casa per il presidente a Filadelfia.
Sebbene la legge non specificasse la posizione esatta dove sarebbe sorta la nuova capitale, si presumeva che il luogo prescelto sarebbe stata la città di Georgetown. Washington iniziò quindi a esplorare l'area a sud-est di questa città, vicino al fiume Anacostia (ramo orientale) dove alcuni dei proprietari terrieri espressero la volontà di vendere per la costruzione della capitale. Washington esaminò altri siti lungo il Potomac e decise che alcuni avrebbero dovuto essere esaminati in modo approfondito per avere dettagli più specifici sui terreni e le relative proprietà. Washington tornò a Filadelfia alla fine di novembre 1790 per incontrare Jefferson e decise di localizzare la capitale a Georgetown, o nell'area adiacente ad essa, appena sotto la Fall Line e il punto più lontano per la navigazione nell'entroterra. 

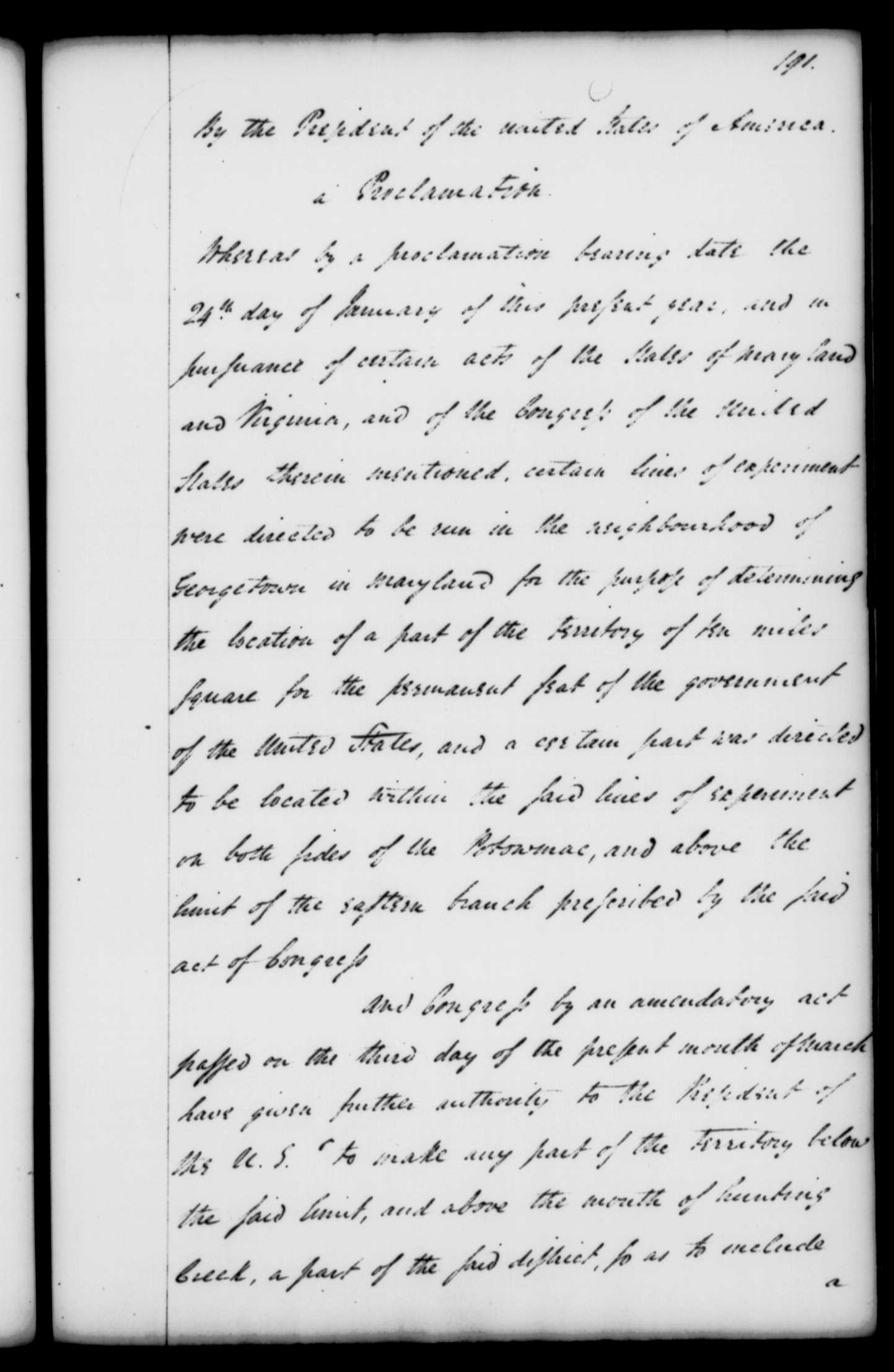
Prima pagina del proclama emesso dal presidente George Washington il 30 marzo 1791, che specifica i confini della città federale proposta

Nel gennaio 1791, il presidente procedette a nominare, come richiesto dal Residence Act, una commissione di tre membri, composta da Daniel Carroll, Thomas Johnson e David Stuart, per sovrintendere al rilevamento del distretto federale e chiamò Andrew Ellicott quale supervisore del progetto, in qualità di agrimensore. Il 24 gennaio 1791, Washington informò il Congresso della scelta del sito e suggerì di modificare la legge per consentire alla capitale di comprendere anche le aree a sud del ramo orientale del Potomac, inclusa Alexandria, in Virginia. Il Congresso accettò il suggerimento, approvando un emendamento all'Atto, che Washington ratificò il 3 marzo 1791. Tuttavia, coerentemente con il linguaggio dell'Atto originale, l'emendamento seguitava a proibire "l'erezione di edifici pubblici se non sul lato del fiume Potomac, in Maryland".
Il 30 marzo 1791, Washington emise un proclama presidenziale che stabiliva " Jones's point, the upper cape of Hunting Creek in Virginia" come punto di partenza per l'indagine dei confini del distretto federale. Nello stesso proclama si stabiliva anche il metodo con cui l'indagine avrebbe dovuto determinare i confini del distretto.
All'inizio della primavera del 1791, l'architetto Pierre (Peter) Charles L'Enfant iniziò ad elaborare il piano urbanistico della capitale, nel quale si identificavano i luoghi dove sarebbero sorti la "Congress House" (il Campidoglio degli Stati Uniti) e la "President's House" (la Casa Bianca). Si tennero quindi concorsi per sollecitare progetti per ciascuna delle due strutture e, mentre l'architetto James Hoban fu selezionato per la costruzione della President's House, per il Campidoglio non vennero presentati disegni ritenuti soddisfacenti. Fu così che per la sede del Congresso venne selezionato un progetto di William Thornton, presentato tardivamente. La supervisione della costruzione, avviata a settembre 1793, fu affidata a Stephen Hallet che venne successivamente licenziato poiché apportò modifiche al progetto contro i desideri di Washington e Jefferson. Nell'ottobre 1795 fu assunto il nuovo sovrintendente, George Hadfield, che si dimise tre anni dopo, nel maggio 1798, a causa dell'insoddisfazione per il piano di Thornton e per la qualità del lavoro svolto fino a quel momento.
La legge sulla nuova capitale originariamente intendeva coprire i costi di costruzione degli edifici pubblici utilizzando i proventi della vendita di lotti nel distretto, tuttavia, pochi erano interessati all'acquisto di terreni nella nuova città, contribuendo così ad incrementare ulteriormente i ritardi nella costruzione del Campidoglio e degli altri edifici federali a Washington.
Nonostante tutte queste difficoltà, il presidente John Adams fece la sua prima visita ufficiale a Washington all'inizio di giugno 1800, restando parecchi giorni in città. In mezzo al paesaggio urbano "grezzo ed incompiuto", il presidente trovò gli edifici pubblici "in una prospettiva di completamento maggiore del previsto". L'ala del Senato (ala nord) del Campidoglio era quasi completata, così come la Casa Bianca. Il presidente si trasferì perciò alla Casa Bianca il 1º novembre 1800 e la First lady, Abigail Adams, lo raggiunse poche settimane dopo. Il Senato del VI Congresso si riunì per la prima volta in Campidoglio il 17 novembre e il 22 novembre Adams pronunciò il suo quarto discorso sullo stato dell'Unione a una sessione congiunta del Congresso nell'aula del Senato. L'ala della Camera (ala sud) non fu completata fino al 1811, tuttavia i Rappresentanti iniziarono a riunirsi ad edificio incompleto, già dal 1807.
Nel febbraio 1801 il Congresso approvò il District of Columbia Organic Act, che organizzò ufficialmente il Distretto di Columbia. Il Congresso divenne quindi l'autorità governativa esclusiva del distretto.

## Retrocessione
Nel 1846, sulla base di una petizione al Congresso da parte dei residenti del Distretto nella parte della Virginia (Contea di Alexandria) e della Città di Alexandria, l'area di 31 miglia quadre (80 km²), ceduto dalla Virginia, fu restituito, lasciando alla capitale le attuali 69 miglia quadre (179 km²) originariamente cedute dal Maryland.